# アラ・アブラハミアン
アラ・アブラハミアン (Ara Abrahamian、1975年7月27日-)は、スウェーデンのレスリング選手。2004年アテネオリンピックレスリンググレコローマンスタイル84kg級の銀メダリストである。旧ソビエト連邦アルメニア共和国ギュムリ（レニナカン）出身。

## 経歴
2004年アテネオリンピックグレコローマン84kg級決勝でロシアのアレクセイ・ミチンと対戦すると、延長戦の末に1-1と同点だったものの、消極ポイントであるパッシブの数が相手より多かったとして銀メダルに終わった。しかしながら、この試合においてロシアレスリング連盟の会長であるミハイル・マミアシビリがルーマニアのレフェリーに何らかの合図を送ったとして、国際レスリング連盟の懲罰委員長だったスウェーデンのペレ・スベンソンに告発された。スベンソンがその違反行為をマミアシビリに問い質すと、｢それ以上言うとお前には死が待ち構えているぞ｣と脅迫したという。なお、後にそのレフェリーが1500万円以上の賄賂を受け取った買収が明らかになったとされている。なお、アブラハミアン自身はこの時のことをブログに「1:1で同点であったが、相手がロシア人だったので負けになった」と書いた ことが話題となった。
2008年北京オリンピックで3位となったが、判定への不満から表彰式でメダルをマットに置き捨て、失格とメダルはく奪の処分が下され、IOCの第2種ブラックリストに登録された。国際レスリング連盟はアブラハミアンの競技会からの永久追放を検討中である。

## 実績
- オリンピック
  - 2004年アテネオリンピック 銀メダル
  - 2008年北京オリンピック　銅メダル ・・・ 上記理由により剥奪
- 世界選手権
  - 優勝 2001、2002年
  - 2位 2003年
- ヨーロッパ選手権
  - 2位 2001、2002年